# Pouydesseaux
Pouydesseaux település Franciaországban, Landes megyében. Lakosainak száma 879 fő (2022. január 1.). Pouydesseaux Arue, Bostens, Gaillères, Lacquy, Lucbardez-et-Bargues, Maillères, Roquefort, Sainte-Foy, Saint-Justin és Sarbazan községekkel határos.

## Népesség
A település népességének változása:
| Lakosok száma | 488  | 467  | 616  | 829  | 932  | 931  | 916  | 906  | 899  | 879  |
|               | 1968 | 1982 | 1990 | 2006 | 2013 | 2015 | 2017 | 2019 | 2020 | 2022 |